# Шенцев, Дмитрий Алексеевич
Дмитрий Алексеевич Шенцев (укр. Дмитро Олексійович Шенцев; род. 28 ноября 1964, Харьков, Украинская ССР) — украинский государственный и общественный деятель. Народный депутат Верховной Рады Украины V, VI, VII, VIII и IX созывов (2007—2022). Первый вице-президент Федерации бокса Украины.

## Биография
Родился 28 ноября 1964 года в Харькове. Жена Нонна Анатольевна (1969).
Образование: Харьковский политехнический институт (1982—1988), «Гидропневмоавтоматика и гидропривод», получил квалификацию — «инженер-механик».
Апрель 2002 — кандидат в народные депутаты Украины от СелПУ, № 7 в списке.
Трудовую деятельность начал в Харьковском дочернем предприятии «Фортуна-сервис» общества с ограниченной ответственностью совместного предприятия «Фортуна» с должности менеджера, затем стал заместителем директора предприятия. В дальнейшем работал на различных руководящих должностях в обществе с ограниченной ответственностью «Кадис», акционерном обществе «Концерн АВЭК», общество с ограниченной ответственностью «Ново», «Фортуна ЛТД», «„Корпорация“ АПК», «Компания „Техинпром“».

## Депутатская деятельность
В 2006 году впервые был избран народным депутатом Украины 5-го созыва и 6-го созыва. В 2012 году избран народным депутатом Украины седьмого созыва в территориальном избирательном округе № 176 (Харьковская область). Как народный депутат Украины шестого и седьмого созывов занимал должность заместителя председателя Комитета по вопросам законодательного обеспечения правоохранительной деятельности.
26 октября 2014 года Дмитрий Алексеевич Шенцев вновь был избран народным депутатом Украины ВРУ VIII созыва в территориальном избирательном округе № 176 (Харьковская область).
Член Комитета ВРУ по вопросам законодательного обеспечения правоохранительной деятельности.
15 мая 2015 года вошёл во фракцию партии «Оппозиционный блок». В апреле 2012 года основал благотворительную организацию «областной благотворительный фонд Дмитрия Шенцева».
18 января 2018 года был одним из 36 депутатов, голосовавших против закона о признании украинского сувернитета над оккупированными территориями Донецкой и Луганской областей.
21 сентября 2022 года ВРУ прекратила депутатские полномочия Шенцева по его просьбе.

## Семья
По состоянию на 2018 год состоит в браке и имеет троих сыновей.

## Награды
Дмитрий Алексеевич был удостоен следующих наград и премий:
- Орден «За заслуги» III степени (Указ Президента Украины №845/2011 от 23 августа 2011) — «за значительный личный вклад в становление независимости Украины, утверждения её суверенитета и международного авторитета, заслуги в государственной, социально-экономической, культурно-образовательной деятельности, добросовестную и безупречную службу Украинскому народу»[6];
- Медаль Пушкина (Указ Президента Российской Федерации № 101 от 9 февраля 2013) — «за большой вклад в сохранение и популяризацию русского языка и культуры за рубежом»[7];
- Почётная грамота Кабинета министров Украины;
- Почётная грамота Верховной Рады Украины;
- прочие награды[5].